# Kathiawari
A kathiawari indiai lófajta a Kathiawar-félszigetről. Erősen hasonlít a marwari lóra és az arab lóra is, melynek leszármazottja. Eredetileg sivatagi harci lónak tenyésztették, emiatt tűri a nehézségeket. Ez tekinthető az indiai szubkontinens őshonos lovának.
Hazája, az India nyugati partján fekvő Kathiawar egy félsziget, melyet a Kutch- és Khamba-öblök határolnak. Radzsasztán déli részén, Gudzsarátban és egész Maharasztánban megtalálható, de számuk India függetlenné válása óta csökken. Ma főként rendőrlóként alkalmazzák. A feketén kívül minden színváltozatban létezik.
A fajta kialakulása a mongolok uralkodása alatt összefügg a tartományi kikötőbe, Vervalbe, később Bombaybe az öbölmenti országokból érkező arab lóimportokkal. Ezeket a lovakat keresztezték a keleti vérhányadú hazai állománnyal, például a kabuli és baluhii törzsekkel. Ettől kezdve a fajta tenyésztése a hercegi udvarban folyt. Összesen 28 különböző törzset jegyeztek fel.
A szikár és kemény kathiawari általános jellegében, hasonlóan az arabhoz, egy keskeny felépítésű fajta. Legjobb egyedeire jellemző a jellegzetes zászlós faroktartás. Számos egyed hajlamos a poroszkálására, mely a közép-ázsiai fajtákkal való rokonságra utal. Intelligens, tanulékony, kedves természetű lófajta.